# Телья-Сін
Телья-Сін (ісп. Tella-Sin) — муніципалітет в Іспанії, у складі автономної спільноти Арагон, у провінції Уеска. Населення — 291 особа (2009).
Муніципалітет розташований на відстані близько 400 км на північний схід від Мадрида, 65 км на північний схід від Уески.
На території муніципалітету розташовані такі населені пункти: (дані про населення за 2009 рік)
- Оспіталь: 9 осіб
- Лафортунада: 124 особи
- Ревілья: 10 осіб
- Салінас: 30 осіб
- Сін: 44 особи
- Телья: 41 особа
- Бадайн: 8 осіб

## Демографія
Динаміка населення (INE ):